# Эггольсхайм
Эггольсхайм (нем. Eggolsheim) — община в Германии, в земле Бавария. 
Подчиняется административному округу Верхняя Франкония. Входит в состав района Форххайм.  Население составляет 6391 человек (на 31 декабря 2010 года). Занимает площадь 48,90 км².
Община подразделяется на 12 сельских округов.

## Население
По оценке на 31 декабря 2015 года население общины Эггольсхайм составляет 6487 чел. 

| Дата      | 1840 | 1871 | 1900 | 1925 | 1939 | 1950 | 1961 | 1970 | 1987 | 2011 |
| --------- | ---- | ---- | ---- | ---- | ---- | ---- | ---- | ---- | ---- | ---- |
| Население | 3693 | 3662 | 3565 | 3629 | 3309 | 4706 | 4570 | 4894 | 5111 | 6393 |

| Год       | 1960 | 1970 | 1980 | 1990 | 2000 | 2009 | 2010 | 2011 | 2012 | 2013 | 2014 | 2015 |
| --------- | ---- | ---- | ---- | ---- | ---- | ---- | ---- | ---- | ---- | ---- | ---- | ---- |
| Население | 4506 | 4941 | 4955 | 5367 | 6123 | 6391 | 6391 | 6403 | 6396 | 6399 | 6469 | 6487 |